# Paratoceras
Paratoceras is een geslacht van uitgestorven hoefdieren uit de familie Protoceratidae. Het geslacht omvat meerdere soorten die in het Mioceen op het Amerikaanse continent leefden. Paratoceras is nauw verwant aan Protoceras.
Fossielen van Paratoceras gevonden in de Culebra-kloof in Panama, de Mexicaanse staten Chiapas en Oaxaca, en de Amerikaanse staat Texas. De ouderdom van de vondsten wijst er op dat Paratoceras zich in de subtropen van Midden-Amerika ontwikkelde en zich in het Vroeg-Mioceen verspreidde naar de tropen en tijdens het Midden-Mioceen naar de Golfkust: de Mexicaanse fossielen zijn met een ouderdom van 23 miljoen jaar de oudste, gevolgd door de Panamese vondsten en de 14 miljoen jaar oude fossielen uit Texas.

## Soorten
- P. coatesi Rincón et al. 2015
- P. macadamsi Frick 1937
- P. orarius Rincón et al. 2015
- P. tedfordi Webb et al. 2003
- P. wardi Patton & Taylor 1973